# Tochter Zion, Freue Dich
Tochter Zion, freue dich (Raduj się córko Syjonu) – niemiecka kolęda pochodząca z początku XIX wieku. 
Autorem słów jest Johannes Eschenburg (1743–1820) lub według innych źródeł: Friedrich Heinrich Ranke (1798–1876). Do kolędy wykorzystano muzykę z oratorium Juda Machabeusz, które w roku 1747 skomponował Georg Friedrich Händel. Tochter Zion, freue dich śpiewa się na tę samą melodię co Haendlowski chorał See the conquering Hero comes z  Judy Machabeusza.
W Polsce pieśń jest często śpiewana na zakończenie luterańskich nabożeństw w okresie Adwentu.

## Tekst niemiecki
I zwrotka
Tochter Zion, freue dich!
Jauchze, laut, Jerusalem!
Sieh, dein König kommt zu dir!
Ja er kommt, der Friedenfürst.
Tochter Zion, freue dich!
Jauchze, laut, Jerusalem!
II zwrotka
Hosianna, Davids Sohn,
Sei gesegnet deinem Volk!
Gründe nun dein ewig' Reich,
Hosianna in der Höh'!
Hosianna, Davids Sohn,
Sei gesegnet deinem Volk!
III zwrotka
Hosianna, Davids Sohn,
Sei gegrüßet, König mild!
Ewig steht dein Friedensthron,
Du, des ew'gen Vaters Kind.
Hosianna, Davids Sohn,
Sei gegrüßet, König mild!

## Oficjalne tłumaczenie łacińskie
I zwrotka
Gaude, Sion filia!
Iubila, Ierusalem!
Tuus rex en advena
Veniet ferens pacem.
Gaude, Sion filia!
Iubila, Ierusalem!
II zwrotka
Macte David genite!
Benedicte populo,
Conde regnum celebre!
Macte in altissimo!
Macte David genite!
Benedicte populo.
III zwrotka
Macte David soboles!
Salve! Tui, rex mitis,
Stanto throni perpetes,
Iugis fili tu patris.
Macte David soboles!
Salve! Tui, rex mitis.

## Nieoficjalne tłumaczenie polskie
I zwrotka
Córko Syjonu, raduj się!
Raduj się, Jerusalem!
Spójrz, Twój Król przybywa do ciebie!
tak przybywa, książę pokoju.
Córko Syjonu, raduj się!
Raduj się, Jerusalem!
II zwrotka
Hosana, Synowi Dawida,
Niech Twój lud będzie pobłogosławion!
Załóż teraz swe wieczne królestwo,
Hosanna na wysokości'!
Hosana, Synowi Dawida,
Niech Twój lud będzie pobłogosławion!
III zwrotka
Hosana, Synowi Dawida,
Bądź pozdrowion, władco łagodny!
Niech po wieki wznosi się Twój tron Pokoju,
Ty, synu wiecznego ojca.
Hosana, Synowi Dawida,
Bądź pozdrowion, władco łagodny!

## Tłumaczenie zŚpiewnika Ewangelickiego
I zwrotka
Córko Syjońska, wesel bardzo się,
śpiewaj pieśń radosną, o Jeruzalem!
Oto sprawiedliwy Król twój idzie już;
Zbawca On prawdziwy, hołd Mu z serca złóż!
Córko Syjońska, wesel bardzo się,
śpiewaj pieśń radosną, o Jeruzalem!
II zwrotka
Synu Dawida, o hosanna Ci!
Twoja ziemska bieda zbawia świat ten zły.
O błogosławiony! Zbawiasz nas, swój lud!
Bądźże uwielbiony za ten łaski cud!
Córko Syjońska, wesel bardzo się,
śpiewaj pieśń radosną, o Jeruzalem!
III zwrotka
Na wysokościach wieczna Bogu cześć!
Tu, choć w przeciwnościach,
śpieszmy ją też wznieść!
Niech pieśń nieustanna brzmi do końca dni
i wieczne: hosanna, Zbawco, Królu Ci!
Córko Syjońska, wesel bardzo się,
śpiewaj pieśń radosną, o Jeruzalem!